# Kryptowaluta

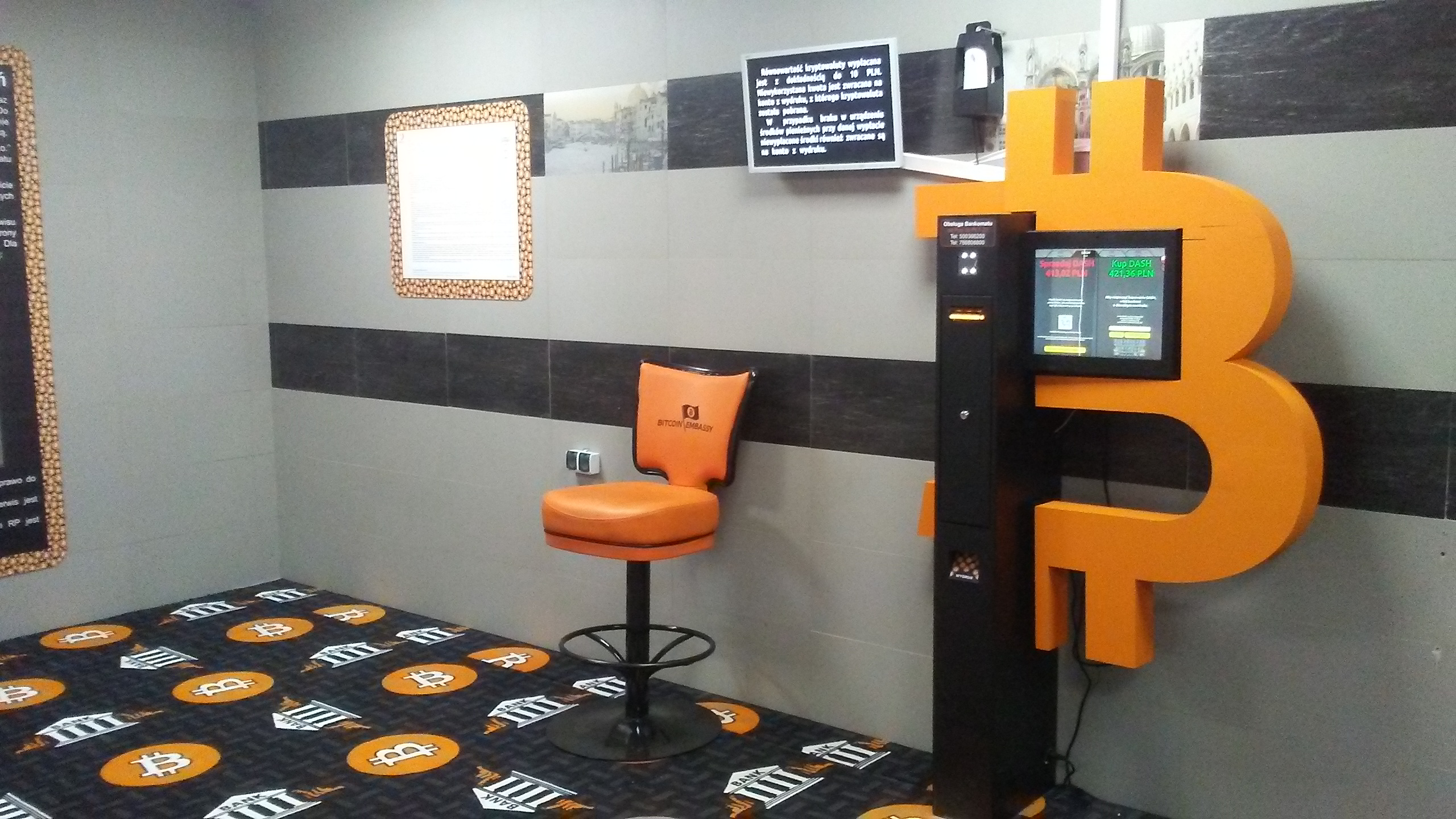
Naziemny punkt sprzedaży kryptowaluty w Tomaszowie Mazowieckim w 2020 roku

Kryptowaluta, rzadziej waluta kryptograficzna  – rozproszony system księgowy bazujący na kryptografii, przechowujący informację o stanie posiadania w umownych jednostkach. Stan posiadania związany jest z poszczególnymi węzłami systemu („portfelami”) w taki sposób, aby kontrolę nad danym portfelem kryptowalutowym miał wyłącznie posiadacz odpowiadającego mu klucza prywatnego i niemożliwe było dwukrotne wydanie tej samej jednostki. Kryptowaluta jest szczególnym przypadkiem waluty wirtualnej.
Kryptowaluta przez większość państw nie jest uznawana za jednostkę walutową, środek płatniczy czy pieniądz elektroniczny, dzięki czemu tworzenie jednostek w ramach wbudowanego w system algorytmu (tzw. wydobywanie lub wykopywanie) jest legalne. Zwykle z tych samych powodów nie korzysta z ulg podatkowych przewidzianych dla handlu walutą, jednak w Unii Europejskiej, wyrokiem Trybunału Sprawiedliwości UE, kryptowaluty są uznawane za prawny środek płatniczy w zakresie opodatkowania VAT i tym samym z VAT zwolnione.
Najpopularniejszą kryptowalutą jest bitcoin, jednak istnieje kilka tysięcy innych kryptowalut, które określa się mianem „altcoiny” (alternatywne coiny, w tym uznawana za „młodszego brata bitcoina” waluta ethereum). Utworzenie niektórych z nich miało przy okazji zrealizować inne cele, na przykład namecoin tworzy zdecentralizowany system DNS, a peercoin stara się bardziej równomiernie rozłożyć dochody z wydobywania swych jednostek. Istnieją też plany zbudowania na planie kryptowaluty rynku prognostycznego.
Kolejną odmianą kryptowaluty jest tzw. „stablecoin” – jego wartość jest zbliżona do wartości waluty fiducjarnej, a zmienność cenowa jest minimalna. Pierwszy stablecoin BitUSD został wprowadzony w 2014 roku. Najpopularniejszym stablecoinem jest Tether (USDT), który jest zabezpieczony przez dolara amerykańskiego, co oznacza, że jego kurs jest zbliżony do 1 USD. Służy on najczęściej do kupowania innych kryptowalut.
Notowania można obserwować w odniesieniu do wielu walut fiducjarnych. Tworzą one tak zwane pary. Aktualne kursy przedstawiane mogą być w parach fiat-krypto (pieniądz fiducjarny w odniesieniu do kryptowaluty), a także w parach krypto-krypto (pary dwóch kryptowalut).

## Kryptowaluta a pieniądz cyfrowy
Kryptowaluty zasadniczo różnią się od innych rodzajów pieniądza cyfrowego. Emisja walut cyfrowych (pieniądza cyfrowego) to obecnie rozważana możliwość przez banki centralne. Jest emitowany w formie zobowiązania banku centralnego. Prywatne firmy badają również możliwości pieniądza cyfrowego, oferując rozwiązania takie jak pieniądze, które przesyłane mogą być za pośrednictwem telefonów komórkowych (rozwiązanie popularne w Afryce Wschodniej i Chinach) oraz kryptowaluty o stabilnych wartościach (tzw. stablecoiny), których wartość zależy od bezpieczeństwa i płynności aktywów bazowych.

## Opłaty transakcyjne
Opłaty transakcyjne dla kryptowalut zależą głównie od podaży przepustowości sieci w danym czasie, w porównaniu z zapotrzebowaniem posiadacza waluty na szybszą transakcję. Posiadacz waluty może wybrać konkretną opłatę transakcyjną, podczas gdy podmioty sieciowe przetwarzają transakcje w kolejności od najwyższej oferowanej opłaty do najniższej. Giełdy kryptowalut mogą uprościć proces dla posiadaczy waluty, oferując alternatywy priorytetowe, a tym samym określając, która opłata prawdopodobnie spowoduje, że transakcja zostanie przetworzona w wymaganym czasie.
W przypadku Etheru opłaty transakcyjne różnią się w zależności od złożoności obliczeniowej, wykorzystania przepustowości i potrzeb w zakresie przechowywania danych, natomiast opłaty transakcyjne Bitcoin różnią się w zależności od wielkości transakcji i tego, czy transakcja wykorzystuje SegWit.
Niektóre kryptowaluty nie mają opłat transakcyjnych, a zamiast tego polegają na proof-of-work po stronie klienta jako mechanizmie priorytetyzacji transakcji i antyspamie.

## Przykładowe kryptowaluty
Cały czas powstają nowe kryptowaluty. Kod źródłowy jest zwykle oparty na wolnym oprogramowaniu, które każdy może pobrać i utworzyć własną monetę. Od strony finansowej powstanie kryptowaluty może być związane z procedurą ICO (Initial Coin Offering), czyli pierwszej oferty monet, mającej na celu zgromadzenie początkowego kapitału niezbędnego dla dalszego rozwoju systemu. Kolejnym celem tworzenia kryptowalut i tokenów jest marketing tokenowy polegający na ich wykorzystaniu w działaniach promocyjnych oraz motywacyjnych np. nagrody w konkursach, programy lojalnościowe, systemy partnerskie i motywacyjne. Tokenizacja głównie przeprowadzana jest w środowisku Ethereum.
Wiele kryptowalut działa na bazie tych samych kodów źródłowych, w których autorzy dokonali jedynie kilku drobnych zmian, np. niektórych parametrów (dystrybucja czasowa bloków, liczba monet itp.), zdarzają się jednak projekty całkowicie unikalne.

## Obrót kryptowalutami
Kryptowaluty są aktywem, które można kupić oraz sprzedać na wiele sposobów. Najpopularniejsze miejsca i sposoby obrotu kryptowalutami to giełdy kryptowalut, kantory kryptowalutowe (online, stacjonarne i mobilne), brokerzy, bitomaty, sprzedaż bezpośrednia.

## Memcoiny
Moneta mem to kryptowaluta, która wywodzi się z mema internetowego albo posiada inną humorystyczną cechę. Poprzez poniektórych używany być może w najszerszym znaczeniu jako krytyka całego rynku kryptowalut. Oparta jest na konkretnych memach, takich jak „dogecoin”.
Termin ten jest często lekceważący, ponieważ ich wartość lub wydajność porównywana jest do kryptowalut o największej popularności. Z drugiej strony zwolennicy twierdzą, że niektóre memecoiny uzyskały wartość społeczną dzięki czemu również wysoką kapitalizację rynkową.

## Kryptowaluty
Tabela przedstawia listę wybranych kryptowalut wraz z ich cechami
| Rok powstania | Kryptowaluta     | Symbol | Algorytm                         | Język programowania       | Technologia rozproszonego rejestru (DLT)       |
| ------------- | ---------------- | ------ | -------------------------------- | ------------------------- | ---------------------------------------------- |
| 2009          | Bitcoin          | BTC    | SHA-256d                         | C++                       | blockchain PoW                                 |
| 2015          | Ether / Ethereum | ETH    | Ethash                           | C++, Go                   | blockchain PoS                                 |
| 2012          | Ripple           | XRP    | ECDSA                            | C++                       | Ripple Transaction Protocol (RTXP)             |
| 2017          | Bitcoin Cash     | BCH    | SHA-256d                         | C++                       | blockchain PoW                                 |
| 2011          | Litecoin         | LTC    | Scrypt                           | C++                       | blockchain PoW                                 |
| 2017          | EOS              | EOS    |                                  | WebAssembly, Rust, C, C++ | blockchain delegowany PoS                      |
| 2017          | KABBERRY         | KKC    | Quark                            | C++                       | blockchain PoS                                 |
| 2014          | Stellar          | XLM    | Stellar Consensus Protocol (SCP) | C, C++                    | blockchain, Stellar Consensus Protocol (SCP)   |
| 2014          | NEO              | NEO    | SHA-256 & RIPEMD160              | C#                        | blockchain, dBFT                               |
| 2014          | Monero           | XMR    | CryptoNight                      | C++                       | blockchain PoW                                 |
| 2013          | Dogecoin         | DOGE   | Scrypt                           | C++                       | blockchain PoW                                 |
| 2013          | Primecoin        | XPM    | 1CC/2CC/TWN                      | TypeScript, C++           | blockchain PoW                                 |
| 2014          | Dash             | DASH   | X11                              | C++                       | blockchain PoW i PoS                           |
| 2015          | Tether           | USDT   | Omnicore                         | C++                       | blockchain PoW (prywatny)                      |
| 2014          | NEM              | XEM    | SHA3-512                         | JAVA                      | blockchain PoI                                 |
| 2015          | Nano             | NANO   | Blake2                           | C++                       | block-lattice DPoS, Open Representative Voting |